# The Ridiculous 6
The Ridiculous 6 – amerykański western komediowy z 2015 roku w reżyserii Franka Coraci. Zdjęcia kręcono w Nowym Meksyku.

## Fabuła
Banita, po odkryciu, że ma pięciu przyrodnich braci, postanawia znaleźć wraz z nimi swojego krnąbrnego ojca.

## Obsada
- Adam Sandler jako Tommy
- Taylor Lautner jako Mały Pete
- Terry Crews jako Chico
- Jorge Garcia jako Herm
- Lavell Crawford jako Lavall Patch
- Jon Lovitz jako Ezekiel Grant